# Кетрін Кро
Кетрін Кро (Catherine Crowe, до шлюбу Стівенс; 1800 — 1876) — англійська письменниця. Авторка спіритичних романів: «Manorial rights», «Adventures of Susan Hopley», і інших творів містичного характеру: «The nightside of nature», «Ghosts and family legends» і ін.